# Thirteen (album Megadeth)
Thirteen (tytuł stylizowany jako TH1RT3EN lub Th1rt3en) – trzynasty album studyjny thrashmetalowej grupy Megadeth. Ukazał się w listopadzie 2011 roku, nakładem Roadrunner Records. To pierwszy album od czasu wydanego w 2001 roku The World Needs a Hero w tworzeniu którego udział wziął Dave Ellefson.
Płyta dotarła do 11. miejsca listy Billboard 200 w Stanach Zjednoczonych sprzedając się w nakładzie 42 tys. egzemplarzy w przeciągu tygodnia od dnia premiery.

## Lista utworów
| Nr  | Tytuł utworu                  | Słowa                | Muzyka                                   | Długość |
| --- | ----------------------------- | -------------------- | ---------------------------------------- | ------- |
| 1.  | „Sudden Death”                | Dave Mustaine        | Mustaine                                 | 5:07    |
| 2.  | „Public Enemy No. 1”          | Mustaine, Johnny K   | Mustaine, Johnny K                       | 4:15    |
| 3.  | „Whose Life (Is It Anyways?)” | Mustaine             | Mustaine                                 | 3:50    |
| 4.  | „We the People”               | Mustaine, Johnny K   | Mustaine, Johnny K                       | 4:33    |
| 5.  | „Guns, Drugs, & Money”        | Mustaine, Johnny K   | Mustaine, Johnny K                       | 4:19    |
| 6.  | „Never Dead”                  | Mustaine             | Mustaine                                 | 4:32    |
| 7.  | „New World Order”             | Mustaine, Nick Menza | Mustaine, David Ellefson, Marty Friedman | 3:56    |
| 8.  | „Fast Lane”                   | Mustaine, Johnny K   | Mustaine, Johnny K                       | 4:04    |
| 9.  | „Black Swan”                  | Mustaine             | Mustaine                                 | 4:10    |
| 10. | „Wrecker”                     | Mustaine             | Mustaine                                 | 3:51    |
| 11. | „Millennium of the Blind”     | Mustaine, Johnny K   | Mustaine, Friedman, Johnny K             | 4:15    |
| 12. | „Deadly Nightshade”           | Mustaine             | Mustaine                                 | 4:55    |
| 13. | „13”                          | Mustaine, Johnny K   | Mustaine, Johnny K                       | 5:49    |
|     |                               |                      |                                          | 57:36   |

## Twórcy
| - Dave Mustaine – wokal prowadzący, gitara elektryczna, gitara akustyczna, produkcja muzyczna, inżynieria dźwięku - Chris Broderick – gitara elektryczna, gitara akustyczna, wokal wspierający - Dave Ellefson – gitara basowa, wokal wspierający - Shawn Drover – perkusja, instrumenty perkusyjne, wokal wspierający - Johnny K - produkcja muzyczna, inżynieria dźwięku, realizacja nagrań, miksowanie |  | - Andy Sneap, Ken Eisennagel, Zachary Coleman - inżynieria dźwięku - Chris Rodriguez - wokal wspierający - John Lorenzi - ilustracje - Ted Jensen - mastering - Matt Dougherty - miksowanie |